# Låstads socken
Låstads socken i Västergötland ingick i Vadsbo härad, ingår sedan 1971 i Mariestads kommun och motsvarar från 2016 Låstads distrikt.
Socknens areal är 15,85 kvadratkilometer varav 15,70 land. År 2000 fanns här 156 invånare.  Kyrkbyn Låstad med sockenkyrkan Låstads kyrka ligger i socknen.

## Administrativ historik
Socknen har medeltida ursprung. 
Vid kommunreformen 1862 övergick socknens ansvar för de kyrkliga frågorna till Låstads församling och för de borgerliga frågorna bildades Låstads landskommun. Landskommunen uppgick 1952 i Ullervads landskommun som 1971 uppgick i Mariestads kommun. Församlingen uppgick 2009 i Ullervads församling.
1 januari 2016 inrättades distriktet Låstad, med samma omfattning som församlingen hade 1999/2000.  
Socknen har tillhört län, fögderier, tingslag och domsagor enligt vad som beskrivs i artikeln Vadsbo härad. De indelta soldaterna tillhörde Skaraborgs regemente, Södra Vadsbo kompani och Västgöta regemente, Vadsbo kompani.

## Geografi
Låstads socken ligger söder om Mariestad och norr om Skövde och Billingen med Kräftån i väster. Socknen är en odlad slättbygd.

## Fornlämningar
Boplatser från stenåldern är funna.  Från brons- och äldre järnåldern finns gravar och skålgropsförekomster.

## Namnet
Namnet skrevs 1490 Lostha och kommer från kyrkbyn. Efterleden är sta(d), 'ställe, plats'. Förleden kan innehålla lodh/låd/lå, 'ludd, tjock hårbeklädnad' och syfta på tjockt gräs eller ett mansbinamn.